# Václav Pilát
Václav Pilát   (Praga, 6 de maig de 1888 - Praga, 28 de gener de 1971) és un exfutbolista txec de la dècada de 1910.
Fou 4 cops internacional amb la selecció txecoslovaca amb la qual participà en els Jocs Olímpics d'Estiu de 1920.
Pel que fa a clubs, defensà els colors d'AC Sparta Praga.